# Primera División de Venezuela 2012/2013
Primera División de Venezuela 2012/2013 var den högsta divisionen i fotboll i Venezuela för säsongen 2012/2013 och bestod av två serier, Torneo Apertura och Torneo Clausura, som korade en mästare vardera - det korades med andra ord två mästare under säsongen. Den högsta divisionen kvalificeraDe även lag till Copa Sudamericana 2013 och Copa Libertadores 2014. Det spelades en seriefinal i slutet av säsongen mellan vinnaren av Torneo Apertura och Torneo Clausura för att kora en säsongsmästare, som till slut blev Zamora, som vann mot Deportivo Anzoátegui i finalen.

## Kvalificering för internationella turneringar
Primera División kvalificerade tre lag till Copa Sudamericana 2013 och tre lag till Copa Libertadores 2013. Till Copa Sudamericana 2013 kvalificerade sig det bästa valbara laget i den sammanlagda tabellen. För att vara valbar krävdes att laget inte vunnit Copa Venezuela 2012 (cupseger gav automatisk kvalifikation till Copa Sudamericana 2013) och att laget inte heller kvalificerat sig för Copa Libertadores. Utöver detta spelades ett Copa Sudamericana-playoff mellan de åtta främsta icke-kvalificerade lagen där två lag till slut tog sig till Copa Sudamericana. Till Copa Libertadores kvalificerade sig vinnaren av Apertura respektive Clausura samt det bästa icke-kvalificerade laget i den sammanlagda tabellen.
- Copa Sudamericana 2013
  - Vinnare av Copa Venezuela 2012: Deportivo Anzoátegui
  - Bästa valbara lag i den sammanlagda tabellen: Deportivo Lara
  - Vinnare av Copa Sudamericana-playoff: Trujillanos
  - Vinnare av Copa Sudamericana-playoff: Mineros de Guayana
- Copa Libertadores 2014
  - Vinnare Torneo Apertura: Deportivo Anzoátegui
  - Vinnare Torneo Clausura: Zamora
  - Bäst placerade icke-kvalificerade lag i den sammanlagda tabellen: Caracas

## Tabeller
| Nr | Lag                   | S  | V  | O | F  | GM | IM | MS  | P  |
| -- | --------------------- | -- | -- | - | -- | -- | -- | --- | -- |
| 1  | Deportivo Anzoátegui  | 17 | 12 | 3 | 2  | 31 | 18 | +13 | 39 |
| 2  | Caracas               | 17 | 12 | 2 | 3  | 25 | 10 | +15 | 38 |
| 3  | Zamora                | 17 | 9  | 4 | 4  | 26 | 15 | +11 | 31 |
| 4  | Deportivo Lara        | 17 | 9  | 4 | 4  | 24 | 17 | +7  | 31 |
| 5  | Mineros de Guayana    | 17 | 9  | 2 | 6  | 22 | 23 | −1  | 29 |
| 6  | Trujillanos           | 17 | 8  | 3 | 6  | 28 | 21 | +7  | 27 |
| 7  | Llaneros de Guanare   | 17 | 7  | 4 | 6  | 29 | 23 | +6  | 25 |
| 8  | Deportivo Petare      | 17 | 7  | 3 | 7  | 24 | 23 | +1  | 24 |
| 9  | Aragua                | 17 | 6  | 5 | 6  | 24 | 24 | 0   | 23 |
| 10 | Atlético Venezuela    | 17 | 5  | 6 | 6  | 21 | 19 | +2  | 21 |
| 11 | Deportivo Táchira     | 17 | 6  | 3 | 8  | 25 | 26 | −1  | 21 |
| 12 | Zulia                 | 17 | 6  | 3 | 8  | 25 | 26 | −1  | 21 |
| 13 | Portuguesa            | 17 | 6  | 3 | 8  | 17 | 21 | −4  | 21 |
| 14 | Atlético El Vigía     | 17 | 5  | 3 | 9  | 18 | 25 | −7  | 18 |
| 15 | Yaracuyanos           | 17 | 5  | 3 | 9  | 11 | 18 | −7  | 18 |
| 16 | Real Esppor           | 17 | 5  | 2 | 10 | 19 | 28 | −9  | 17 |
| 17 | Monagas               | 17 | 4  | 3 | 10 | 18 | 31 | −13 | 15 |
| 18 | Estudiantes de Mérida | 17 | 0  | 8 | 9  | 11 | 24 | −13 | 8  |

| Nr | Lag                   | S  | V  | O | F  | GM | IM | MS  | P  |
| -- | --------------------- | -- | -- | - | -- | -- | -- | --- | -- |
| 1  | Zamora                | 17 | 10 | 5 | 2  | 31 | 11 | +20 | 35 |
| 2  | Deportivo Anzoátegui  | 17 | 10 | 4 | 3  | 21 | 14 | +7  | 34 |
| 3  | Deportivo Lara        | 17 | 9  | 6 | 2  | 29 | 23 | +6  | 33 |
| 4  | Trujillanos           | 17 | 8  | 6 | 3  | 19 | 10 | +9  | 30 |
| 5  | Caracas               | 17 | 7  | 9 | 1  | 23 | 15 | +8  | 30 |
| 6  | Mineros de Guayana    | 17 | 7  | 6 | 4  | 26 | 17 | +9  | 27 |
| 7  | Atlético Venezuela    | 17 | 7  | 5 | 5  | 19 | 19 | 0   | 26 |
| 8  | Estudiantes de Mérida | 17 | 6  | 5 | 6  | 21 | 20 | +1  | 23 |
| 9  | Llaneros de Guanare   | 17 | 5  | 8 | 4  | 13 | 14 | −1  | 23 |
| 10 | Deportivo Táchira     | 17 | 5  | 7 | 5  | 20 | 16 | +4  | 22 |
| 11 | Real Esppor           | 17 | 6  | 4 | 7  | 17 | 19 | −2  | 22 |
| 12 | Atlético El Vigía     | 17 | 5  | 5 | 7  | 13 | 25 | −12 | 20 |
| 13 | Yaracuyanos           | 17 | 5  | 3 | 9  | 20 | 21 | −1  | 18 |
| 14 | Aragua                | 17 | 4  | 5 | 8  | 14 | 19 | −5  | 17 |
| 15 | Zulia                 | 17 | 2  | 9 | 6  | 17 | 18 | −1  | 15 |
| 16 | Monagas               | 17 | 3  | 3 | 11 | 14 | 24 | −10 | 12 |
| 17 | Deportivo Petare      | 17 | 2  | 6 | 9  | 7  | 24 | −17 | 12 |
| 18 | Portuguesa            | 17 | 2  | 4 | 11 | 16 | 31 | −15 | 10 |

## Sammanlagd tabell
| Nr | Lag                   | S  | V  | O  | F  | GM | IM | MS  | P  |
| -- | --------------------- | -- | -- | -- | -- | -- | -- | --- | -- |
| 1  | Deportivo Anzoátegui  | 34 | 22 | 7  | 5  | 52 | 32 | +20 | 73 |
| 2  | Caracas               | 34 | 19 | 11 | 4  | 48 | 25 | +23 | 68 |
| 3  | Zamora                | 34 | 19 | 9  | 6  | 57 | 26 | +31 | 66 |
| 4  | Deportivo Lara        | 34 | 18 | 10 | 6  | 53 | 40 | +13 | 64 |
| 5  | Trujillanos           | 34 | 16 | 9  | 9  | 47 | 31 | +16 | 57 |
| 6  | Mineros de Guayana    | 34 | 16 | 8  | 10 | 48 | 40 | +8  | 56 |
| 7  | Llaneros de Guanare   | 34 | 12 | 12 | 10 | 42 | 40 | +2  | 48 |
| 8  | Atlético Venezuela    | 34 | 12 | 11 | 11 | 40 | 38 | +2  | 47 |
| 9  | Deportivo Táchira     | 34 | 11 | 10 | 13 | 45 | 42 | +3  | 43 |
| 10 | Aragua                | 34 | 10 | 10 | 14 | 38 | 43 | −5  | 40 |
| 11 | Real Esppor           | 34 | 11 | 6  | 17 | 36 | 47 | −11 | 39 |
| 12 | Atlético El Vigía     | 34 | 10 | 8  | 16 | 31 | 50 | −19 | 38 |
| 13 | Zulia                 | 34 | 8  | 12 | 14 | 37 | 42 | −5  | 36 |
| 14 | Yaracuyanos           | 34 | 10 | 6  | 18 | 31 | 39 | −8  | 36 |
| 15 | Deportivo Petare      | 34 | 9  | 9  | 16 | 31 | 47 | −16 | 36 |
| 16 | Estudiantes de Mérida | 34 | 6  | 13 | 15 | 32 | 44 | −12 | 31 |
| 17 | Portuguesa            | 34 | 8  | 7  | 19 | 33 | 52 | −19 | 31 |
| 18 | Monagas               | 34 | 7  | 6  | 21 | 32 | 55 | −23 | 27 |

Färgkoder:
     – Kvalificerade till Copa Libertadores 2014 och Copa Sudamericana 2013.

     – Kvalificerade för Copa Libertadores 2014.

     – Kvalificerade till Copa Sudamericana 2013.

     – Kvalificerade för playoff till Copa Sudamericana 2013.

     – Nedflyttade till den näst högsta divisionen.

## Seriefinal
En seriefinal spelades mellan vinnarna av Torneo Clausura respektive Apertura. Vinnarna blev säsongsmästare och således venezuelanska mästare säsongen 2012/2013.

## Playoff till Copa Sudamericana
Playoff-spelet spelas mellan de åtta främsta lag som inte redan kvalificerat sig för Copa Sudamericana eller Copa Libertadores.